# Heteroceridae
Nerovnočlencovití (Heteroceridae) je čeleď brouků z nadčeledi Byrrhoidea. Zatím je popsáno asi 250 druhů z celého světa. Tito brouci jsou nejvíce rozšířeni v tropických a subtropických oblastech.

## Taxonomie
- rod Augyles
  - druh Augyles aureolus (Schiödte, 1866)
  - druh Augyles crinitus (Kiesenwetter, 1850)
  - druh Augyles flavidus (Rossi, 1794)
  - druh Augyles gravidus (Kiesenwetter, 1850)
  - druh Augyles hispidulus (Kiesenwetter, 1843)
  - druh Augyles intermedius (Kiesenwetter, 1843)
  - druh Augyles maritimus (Guérin-Mčneville, 1844)
  - druh Augyles marmota (Kiesenwetter, 1850)
  - druh Augyles obliteratus (Kiesenwetter, 1843)
  - druh Augyles pruinosus (Kiesenwetter, 1851)
  - druh Augyles senescens (Kiesenwetter, 1865)
  - druh Augyles sericans (Kiesenwetter, 1843)
- rod Heterocerus Fabricius, 1792
  - druh Heterocerus aragonicus Kiesenwetter, 1850
  - druh Heterocerus fenestratus (Thunberg, 1784)
  - druh Heterocerus flexuosus Stephens, 1828
  - druh Heterocerus fossor Kiesenwetter, 1843
  - druh Heterocerus fusculus Kiesenwetter, 1843
  - druh Heterocerus holosericeus Rosenhauer, 1856
  - druh Heterocerus marginatus (Fabricius, 1787)
  - druh Heterocerus obsoletus Curtis, 1828
  - druh Heterocerus parallelus Gebler, 1830
- rod Micilus
  - druh Micilus murinus (Kiesenwetter, 1843)